# スパルタンMX
『スパルタンMX』（スパルタンエムエックス）は、2013年7月から2014年6月までTOKYO MXにて放送されたバラエティ番組。全52回。

## 概要
「本物・究極の声優を発掘する」ことを目指してあらゆるジャンルから人材を集め、ふるい落としを行いながら声優デビューするまでを追う、追放型オーディション形式のバラエティ番組だった。

## 第1期生のオーディション
第1回から第30回（オーディションなしの回も含む）まで実施。女性応募者の最終選考に残った者は以下の特典が与えられる最終オーディションに望み、以降合格者は勝ち抜けとなり、残った候補者が次のオーディションに回った。
なお、女性で第1期生で最終選考に残ったメンバー（オーディション合格者を除く）は、第2期生（下述の都竹を除く）との選抜メンバー選出選考に回り、この中から6名が選ばれた。
1. TOKYO MXにて2014年1月から放送開始のアニメ『ノブナガン』で主人公の「小椋しお」の声を演じる権利 - 合格者は出なかったが、端役の「渡辺」役の声を皆川あずさが担当することになった[注 1]。
2. 同年放送のアニメ『pupa』への声あて及びエンディングテーマを歌える権利 - 声あての権利は黒澤ゆりかが獲得。エンディングテーマは黒澤に加え、若狭みなとと臼井晴菜の3名が歌った。
3. ゼクシズ制作の短編アニメーション『冬のマジョモリ』で主人公の「マジョモリ」の声を演じる権利 - 2名による「一騎打ち審査」の結果、臼井晴菜が獲得。

男性応募者の優勝特典は以下の通り。
1. MORE GAMESの乙女ゲーム『Princess Closet』のメインキャラクターの声を担当する権利で、後に2期生も加わる。

## 第2期生のオーディション
第31回から実施。以下のオーディションが行われた。
女性編
1. ソーシャルゲーム『魔法少女大戦』への声あて権利 - 濱頭優が獲得した（岐阜県の魔法少女・都竹垂里役）。

男性編
1. 上述。

## 新章
第41回より女子1期、2期生より選抜された臼井晴菜、近藤ゆき、高橋紗妃、豊泉志織、根本流風、濱頭優の6人によるユニット『キャンディボイス』のレッスンを中心とした新章を開始した。

## 出演

### レギュラー
- 照英 - 本番組の応援団長。新章以降は出演がなかった。
- スパルたん（声 - 澤田育子） - 自称「司会進行兼マスコットキャラクター」。

### ゲスト
- 日髙のり子（第1回）
- 福井裕佳梨（第2回）
- 山本匠馬（第3回）
- 乙女新党（出演は葵わかな・高橋優里花の2名、第6回）
- 小山力也（第7回）
- 川本成（第9回・通常はナレーション担当）
- 鳴海杏子（第14回・第15回）
- 中津真莉子（第16回）
- 比上孝浩（第18回）
- 藤井ゆきよ（第19回）
- みずしな孝之（第20回）
- 根本正勝（第21回）
- 寺川愛美（第22回）
- 潘恵子（第24回）
- たかはし智秋（第25回）
- 潘めぐみ（第26回）
- 内田真礼（第27回・第28回）[注 2]
- 小見川千明（第29回）
- 白石晴香（第30回）
- 赤羽根健治（第31回）
- 三上枝織（第32回）
- 佐武宇綺（第34回）
- 山岡ゆり（第35回）
- 長州小力（第36回）

### 主な応募者
- 成田童夢（スノーボード元オリンピック代表選手）
- 櫻井ゆりの（タレント）
- 春名風花（タレント）

### 主な審査員・講師

#### 女性編の担当
- 長崎行男（音響監督、男性編も担当）
- 土屋雅紀（音響監督）
- 吉岡広統（「日経エンタテインメント!」プロデューサー）
- 斎藤裕（「声優アニメディア」編集長）
- 岡野浩介（声優、第10回以降に講師役として出演）
- 小山力也（第11回で特別講師役として出演）
- たかはし智秋（同上、第38回でも特別講師を務める）
- 丘ナオキ（作曲家）
- 後藤裕（「コミック アース・スター」編集長）
- 近藤貴郎（『pupa』音楽プロデューサー）
- 黒柳トシマサ（『冬のマジョモリ』監督）

#### 男性編の担当
- 川添憲五（音響監督）
- MIKO（振付師）

## スタッフ
- 演出 - 常盤俊郎
- プロデューサー - 茅根由希子、北田修一、加藤英治、森川愛、牛田直人、橋内敬二
- ナレーション - 川本成
- 製作協力 - MTG
- 製作著作 - TOKYO MX、「スパルタンMX」製作委員会

## テーマ曲
エンディングテーマ「2学期デビュー大作戦!!」（第1回 - 第8回）
作詞 - NOBE / 作曲 - バグベア / 編曲 - Tak Miyazawa / 歌 - 乙女新党
エンディングテーマ「乙女新党のうた」（第9回 - 第18回）
作詞 - 浅野尚志・三田卓人 / 作曲・編曲 - 浅野尚志 / 歌 - 乙女新党
エンディングテーマ「お受験ロッケンロール」（第19回 - 第32回）
歌 - 乙女新党
エンディングテーマ「サクラカウントダウン」（第33回 - ）
歌 - 乙女新党
また、番組のオープニングテーマとして爆勝宣言、番宣や番組内のBGMとしてスパルタンXが流れていた。

## 放送局
| 放送地域 | 放送局             | 放送期間                     | 放送日時           | 放送系列   | 備考                                     |
| -------- | ------------------ | ---------------------------- | ------------------ | ---------- | ---------------------------------------- |
| 東京都   | TOKYO MX           | 2013年7月3日 - 2014年6月25日 | 水曜 22:00 - 22:27 | 独立局     | 製作局                                   |
| 日本全域 | ニコニコ生放送     | 2013年7月3日 - 2014年6月25日 | 水曜 22:30 - 22:57 | ネット配信 |                                          |
| 日本全域 | ニコニコチャンネル | 2013年7月3日 - 2014年6月25日 | 水曜 22:30 更新    | ネット配信 | バップ製作ソフトのCMが合わせて配信される |

## スパルタンOBC
本番組のラジオ版としてキャンディボイスの6人から週代わりパーソナリティにより、2014年4月11日より同年6月27日まで毎週金曜23:30 - 23:45にラジオ大阪（OBC）にて放送。またニコニコチャンネルでも同年4月15日より配信を開始（第2回の4月18日放送分よりニコニコ生放送にてOBCとのサイマル配信となる）。